# Комодору (Мату-Гросу)
Комодору (порт. Comodoro) — город и муниципалитет в Бразилии, входит в штат Мату-Гросу. Составная часть мезорегиона Север штата Мату-Гроссу. Входит в экономико-статистический микрорегион Паресис. Население составляет 17 939 человек на 2007 год. Занимает площадь 21 743,362 км². Плотность населения — 0,82 чел./км².
Праздник города — 13 мая.

## История
Город основан 13 мая 1986 года. 

## Статистика
- Валовой внутренний продукт на 2003 год составляет 110 691 295,00 реалов (данные: Бразильский институт географии и статистики).
- Валовой внутренний продукт на душу населения на 2003 год составляет 6332,09 реала (данные: Бразильский институт географии и статистики).
- Индекс развития человеческого потенциала на 2000 год составляет 0,724 (данные: Программа развития ООН).

## География
Климат местности: тропический.